# Émilie Brandt
Pour les articles homonymes, voir Brandt.
Émilie Brandt, née  le 3 octobre 1879 à Strasbourg et morte le 3 février 1963 à Nice, est une pédagogue alsacienne, fondatrice de jardins d'enfants privés laïques et d'organismes de formation des jardinières d'enfants. Elle s'inscrit dans le mouvement pédagogique de l’éducation nouvelle, appliquant d'abord les principes de Friedrich Fröbel avant d'intégrer ceux de Maria Montessori. 

## Biographie

### Une jeune pédagogue alsacienne
Émilie Henriette Brandt passe sa jeunesse dans l'Alsace alors allemande. Née le 3 octobre 1879 à Strasbourg, elle passe son enfance à Barr. Elle est la fille d'August Brandt et d'Antoinette Tuggemann, troisième d'une fratrie de quatre filles, dans une famille de la bourgeoisie protestante où l'on parle français, allemand et alsacien. Ses parents se séparent dans les années 1880.
En 1897, elle entame des études à Berlin, à la Pestalozzi-Fröbel-Haus, qui forme des Kindergärterin, des jardinières d’enfants,. La pédagogie développée par Fröbel est implantée en Alsace depuis 1857. Émilie Brandt s'inscrit dans le mouvement pédagogique de l’éducation nouvelle, qui, pour changer le monde, cherche à révolutionner l'éducation, notamment celle des jeunes enfants de moins de six ans.

### Fondatrice fröbélienne de jardins d'enfants populaires

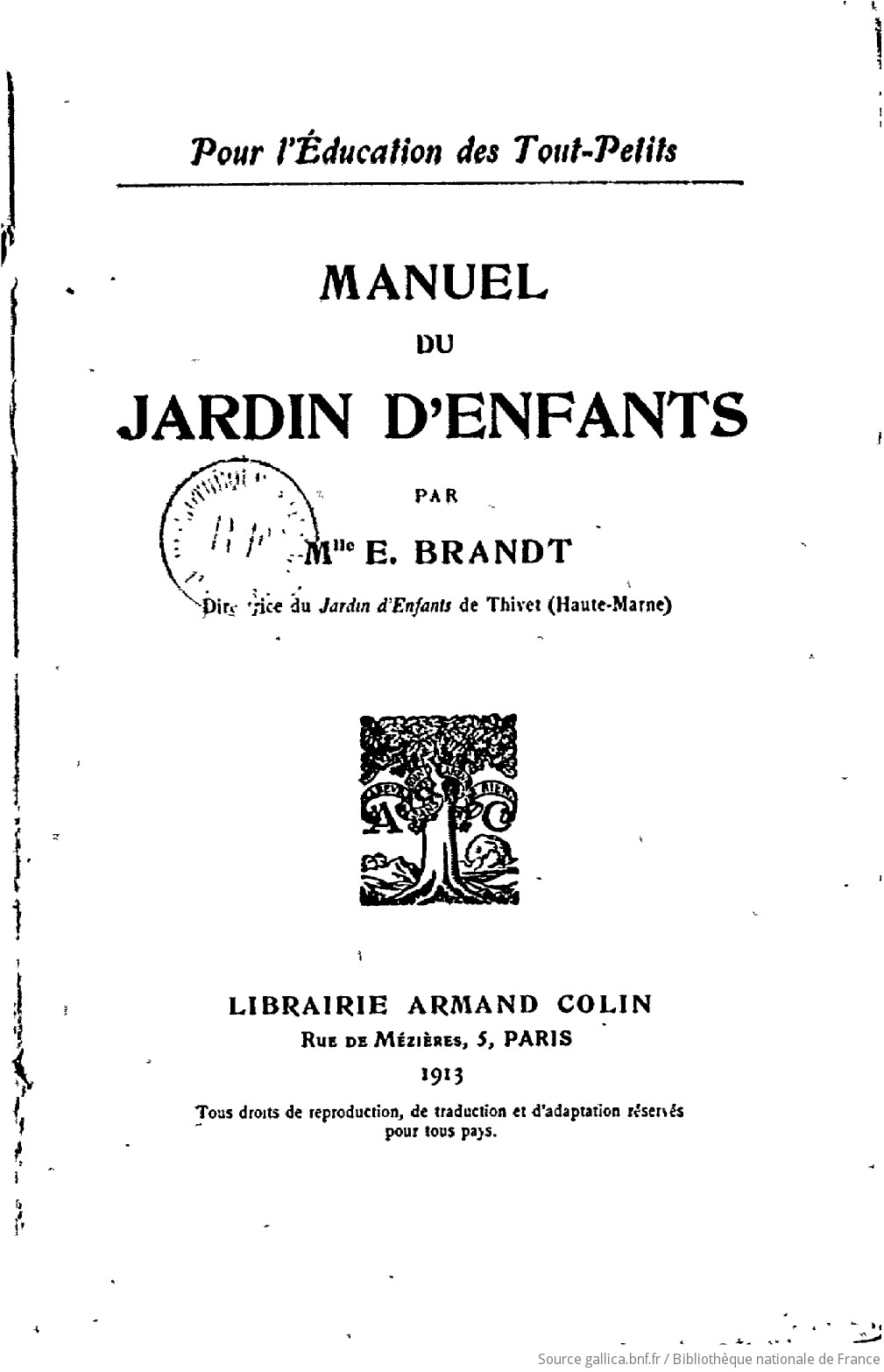
Page de titre du Manuel du jardin d'enfants d'Émilie Brandt.

Venue à Paris y exposer les avantages de la méthode fröbelienne, Émilie Brandt fait la connaissance de l'abbé Jean Viollet, qui, par les œuvres sociales qu'il développe, s'intéresse au mouvement pédagogique. C'est probablement sous son influence qu'elle se convertit au catholicisme.
En 1908, elle ouvre, avec le soutien de l'abbé Viollet, un jardin d'enfants pour les enfants des ouvriers du XIVe arrondissement et l'École d'éducation familiale rue du Chemin vert à Paris, qui forme des jardinières d'enfants,. En 1908-1909, elle ouvre un jardin d'enfants à Barr, pour les enfants pauvres, puis en 1910 un autre à Thivet dans le département de la Haute-Marne,. Le jardin d'enfants de Thivet est mis en avant dans deux ouvrages, celui d'Émilie Brandt elle-même en 1913 et surtout par le livre en deux tomes de l'abbé Félix Klein, Mon filleul au jardin d'enfants, en deux tomes : Comment il s’instruit (1912) et Comment il s’élève (1914). L'ouvrage de Félix Klein connaît un grand succès et popularise la méthode fröbélienne.
En 1913, dans son ouvrage Manuel du jardin d’enfants, préfacé par le juriste et sociologue Paul Bureau, Émilie Brandt raconte son expérience professionnelle et expose ses méthodes,,,. Elle y explique que : « L’esprit de la méthode consiste à développer en toute liberté la nature individuelle de l’enfant dans une atmosphère de bon ordre et d’harmonie. »
L'expérience du jardin d'enfants de Thivet dure plusieurs années, probablement jusqu'à la Première Guerre mondiale, pendant laquelle, de nationalité allemande, elle se réfugie apparemment en Alsace.

### Jardins d'enfants et formation professionnelle à Strasbourg
Dans la ville de Strasbourg redevenue française en 1918, elle dirige le jardin d'enfants de l'annexe strasbourgeoise du Collège Sévigné, fondée en 1919. En 1922, elle fonde une école nouvelle, rue Bernegger à Strasbourg, qui accueille des enfants jusqu'au début de la Seconde Guerre mondiale en 1939,. Le jardin d'enfants de la rue Bernegger accueille des enfants de familles aisées. Les itinéraires d'Émilie Brandt et de Maria Montessori sont sur ce point comparables : les jardins d'enfants pensés au départ pour des enfants pauvres deviennent des dispositifs éducatifs privés de la classe moyenne ou supérieure. 
Ce jardin d'enfants est, jusque dans les années 1930, d'inspiration principalement fröbelienne. En 1932, à Nice, Émilie Brandt suit des conférences données par Maria Montessori et se convertit partiellement à sa méthode, qui complète et renouvelle celle de Fröbel,. Émilie Brandt adapte les méthodes montessoriennes, en collaboration avec Hélène Lubienska de Lenval.
Parallèlement au jardin d'enfants, Émilie Brandt forme des jardinières d'enfants dans une École de formation sociale fondée à Strasbourg en 1921 par Paul Gemälhing, juriste, et son épouse, Marguerite Regimbal. Cette formation est essentiellement pratique et intègre des éléments de la pédagogie Montessori sans que celle-ci soit dominante.

### Refondations et méthodes pédagogiques
Pendant la Seconde Guerre mondiale, le jardin d'enfants strasbourgeois est transféré à Limoges puis à Vichy,. Émilie Brandt accueille et protège Jacqueline Lévy et Gaby Wolf-Cohen (Niny), des jeunes femmes juives, comme élèves jardinières d'enfants. Émilie Brandt  est détenue administrativement à la prison de Riom en août 1944 et réussit à s'en évader, avec 90 autres détenus, dans la nuit du 12 au 13 août 1944. Elle se joint alors à un maquis auvergnat.
Émilie Brandt refonde un jardin d'enfants et une école de jardinière d'enfants en 1945 à Neuilly. La pédagogie enseignée y est inspirée de la pédagogie Montessori. En 1948, Émilie Brandt abandonne la direction du jardin d'enfants à son élève Émilie Roustin et celle de l'école de jardinières d'enfants à Marie-Aimée Niox-Chateau. Émilie Roustin dirige de 1948 à 1993 le jardin d'enfants, qui s'installe à Levallois-Perret en 1952. À la mort d'Émilie Brandt, cette école reçoit son nom,.

En 1946, Émilie Brandt fonde l'Association des centres de formation de jardinières éducatrices (ACJFE), qu'elle préside,. Cette association réunit en 1946 onze écoles. Elle organise la formation des jardinières d'enfants, qu'on appelle à partir de 1973 éducatrices de jeunes enfants, et contribue ainsi à transmettre la méthode Montessori. Toutefois, Émilie Brandt ne transmet pas à ses élèves une méthode exclusive, mais plutôt un état d'esprit, qui tient à la fois des enseignements de Friedrich Fröbel et de ceux de Maria Montessori. Aux yeux des montessoriens, elle apparaît plutôt fröbélienne. Elle revendique ainsi son pragmatisme :

« Une méthode, en général, ne vaut que ce que vaut celui qui s’en sert. Il y mettra son esprit, l’appliquera individuellement à des êtres vivants qui, chacun, réagiront suivant leur nature propre (…). Il faut avoir vécu longtemps dans l’intimité d’une méthode, s’être enrichi à son inspiration, et l’appliquer non à la lettre, mais en esprit et en vérité »

Émilie Brandt est une praticienne des pédagogies de l’éducation nouvelle, mais n'a jamais théorisé ses pratiques. Son ouvrage est un récit de ses expériences. 
Émilie Brandt s'installe en 1948 à Valbonne. Jusqu'à sa mort, elle est conseillère technique au centre de formation des jardinières d’enfants. Elle meurt à Nice le 3 février 1963.

## Publications
- Émilie Brandt, Manuel du jardin d'enfants : pour l'éducation des tout-petits, Paris, Armand Colin, 1913 (réimpr. 2016), 189 p. (lire en ligne).

### Notices biographiques
- Hélène Kolebka, « Émilie Brandt (1879-1963) et les jardins d’enfants : une ambassadrice ambivalente de la méthode Montessori: », Les Études Sociales, vol. n° 175, no 1,‎ 22 juillet 2022, p. 179–200 (ISSN 0014-2204, DOI 10.3917/etsoc.175.0179, lire en ligne, consulté le 5 juillet 2023).
- Fabienne Serina-Karsky, « Emilie Brandt (1879-1963) », sur écoles nouvelles, 29 mai 2018 (consulté le 5 juillet 2023).
- Fabienne Serina-Karsky, « Pédagogie Montessori : dans les coulisses du succès, le travail d’Emilie Brandt, entrepreneuse de la petite enfance », sur The Conversation, 4 juillet 2023 (consulté le 5 juillet 2023).